# Fisica della materia condensata

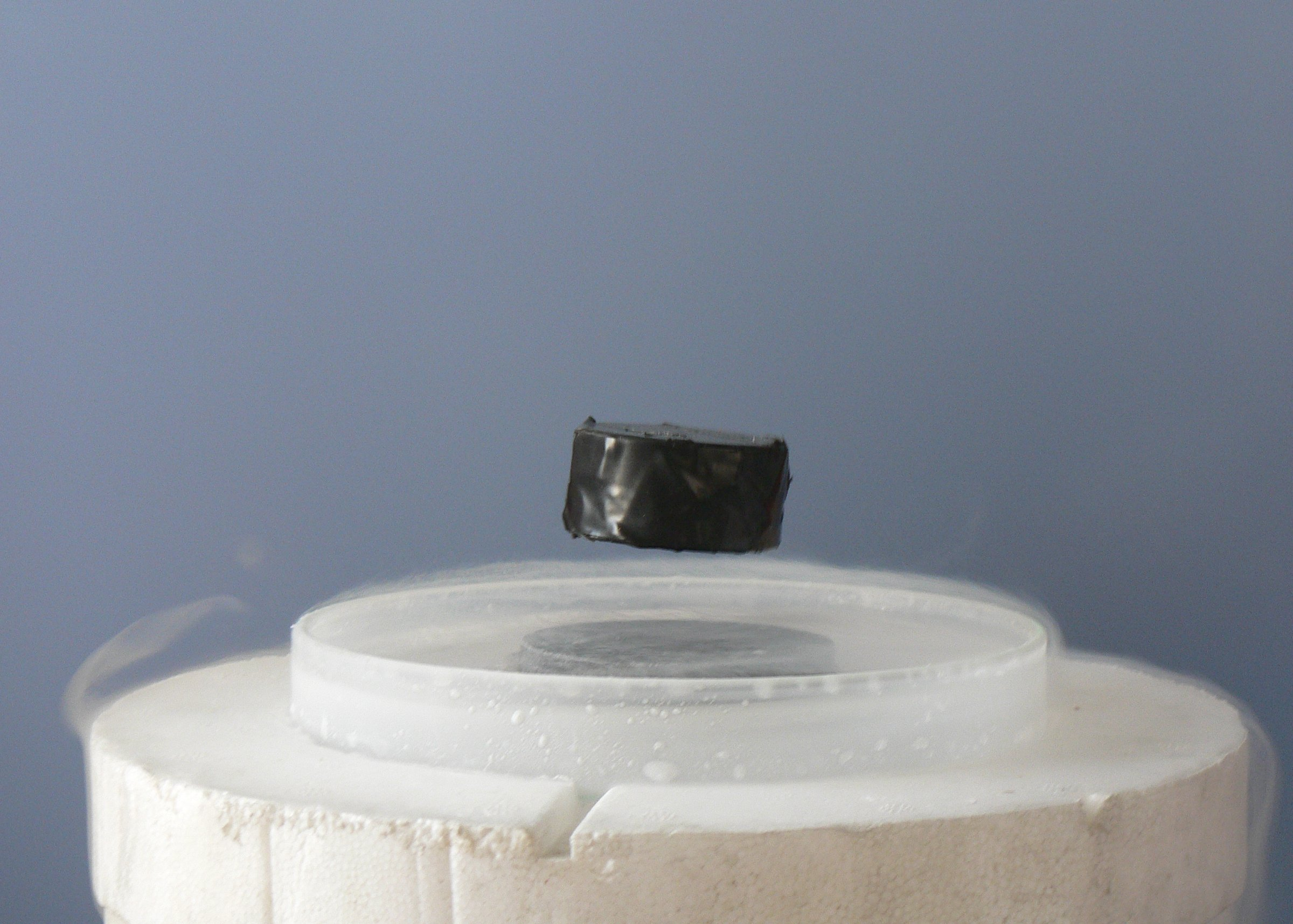
Superconduttività

La fisica della materia condensata è la branca della fisica che studia le proprietà microscopiche della materia, occupandosi in particolare delle fasi condensate, caratterizzate da un gran numero di costituenti del sistema e dalle loro interazioni. Presenta numerose sovrapposizioni con la chimica, la scienza dei materiali, l'elettronica, le nanotecnologie e l'ingegneria.

## Storia

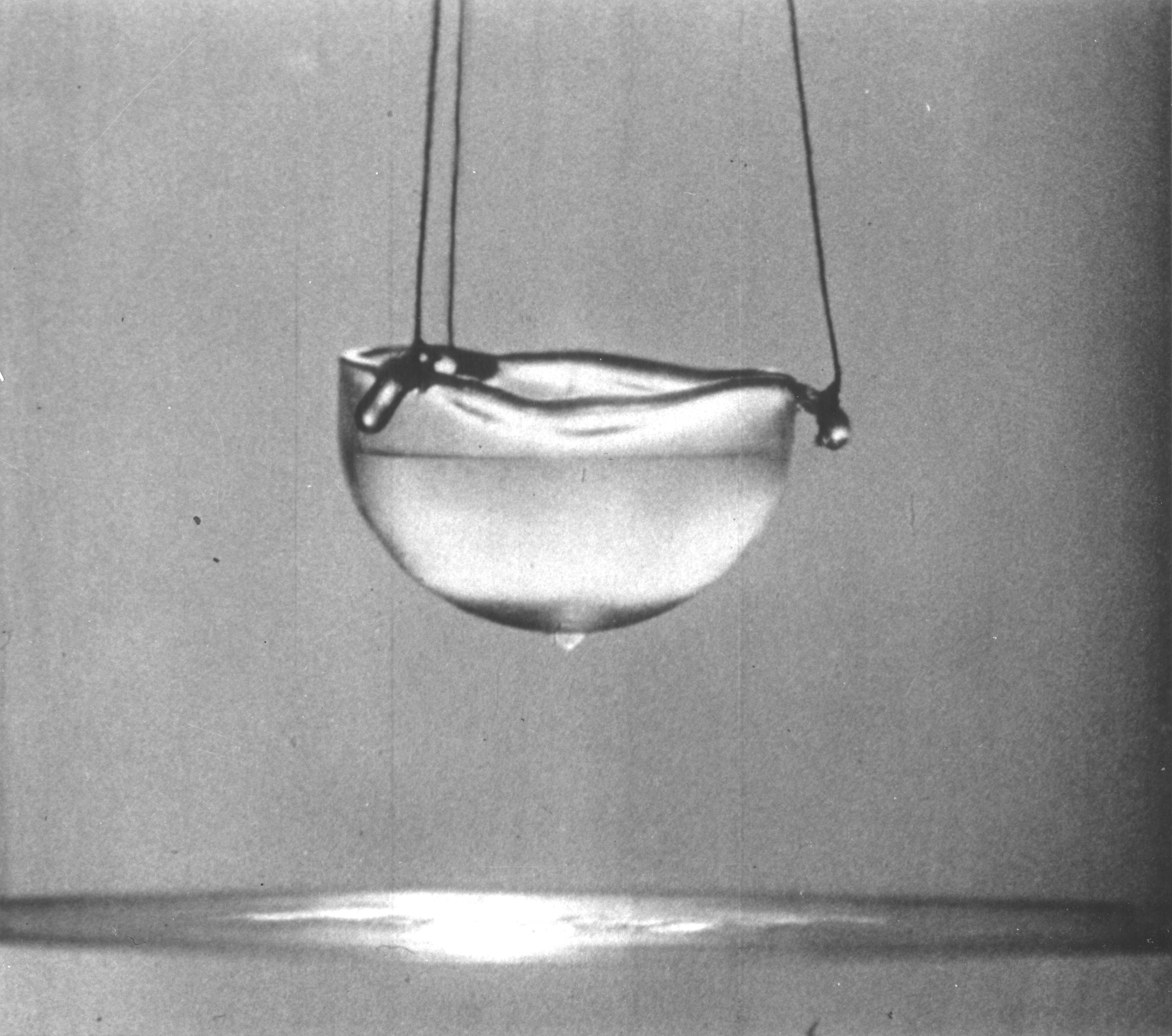
Elio superfluido

Storicamente la fisica della materia condensata nasce dalla fisica dello stato solido, considerata ora uno dei suoi principali sottocampi. Il termine fisica della materia condensata fu coniato da Philip Anderson quando rinominò il suo gruppo di ricerca nel 1967, precedentemente dedicato allo stato solido. Nel 1978 la Divisione di Fisica dello Stato Solido dell'American Physical Society fu rinominata Divisione di Fisica della Materia Condensata. Il motivo di questo cambiamento di nome è dovuto al fatto che molti dei concetti e delle tecniche sviluppati per lo studio dei solidi si applicavano anche ai sistemi fluidi. Per esempio gli elettroni di conduzione in un conduttore elettrico formano un tipo di fluido quantistico con essenzialmente le stesse proprietà dei fluidi costituiti da atomi.

## Descrizione

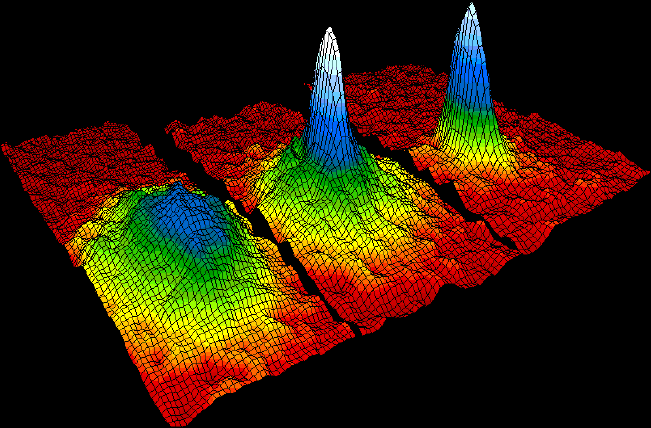
Condensato di Bose-Einstein

Gli esempi più familiari di fasi condensate sono la fase solida e quella liquida, dovute ai legami e all'interazione elettromagnetica tra atomi. Altre fasi condensate sono la fase superfluida, il condensato di Bose-Einstein osservato in alcuni sistemi atomici a temperature molto basse, la fase superconduttiva degli elettroni di conduzione di certi materiali, e le fasi ferromagnetica ed antiferromagnetica degli spin di taluni reticoli atomici. Il fenomeno della superconduttività, in cui gli elettroni si condensano in una nuova fase fluida in cui scorrono senza alcun tipo di dissipazione, è intimamente connessa e analoga alla fase superfluida dell'elio 4 a basse temperature. La fisica della materia soffice studia invece quei sistemi fisici con un comportamento intermedio fra quello della fase solida e di quella liquida, in cui gli effetti quantistici sono solitamente trascurabili. Esempi sono i colloidi, i cristalli liquidi, i polimeri e le membrane cellulari.

### Principali branche

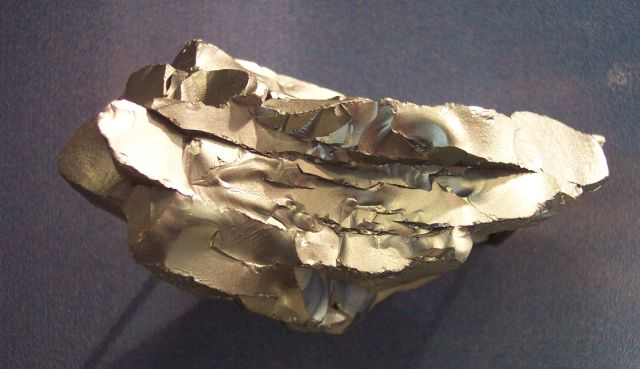
Semiconduttore

Solido amorfo

- Fisica dello stato solido
- Fisica dei semiconduttori
- Fisica delle superfici
- Fisica delle basse temperature
- Fisica della materia soffice

### Campi di ricerca
- Principali teorie
  - Approssimazione di Born - Oppenheimer
  - Teoria di Hartree - Fock
  - Teoria di Interazione di configurazione
  - Teoria del Funzionale della Densità (DFT)
  - Metodo Tight Binding
  - Teoria di Campo Quantistica a Molti Corpi
  - Teoria BCS (Bardeen, Cooper, Schreiffer)
- Fasi
  - Fasi generiche - Gas; Liquido; Solido; Plasma
  - Fasi a basse temperature - Condensato di Bose-Einstein; Gas di Fermi; Liquido di Fermi; Condensato fermionico; Fermioni Composti; Liquido di Luttinger; Supersolido; Superfluido
  - Fenomeni di fase - Parametri d'Ordine; Transizioni di fase; Rottura spontanea di simmetria; Curva di raffreddamento
- Reticoli cristallini

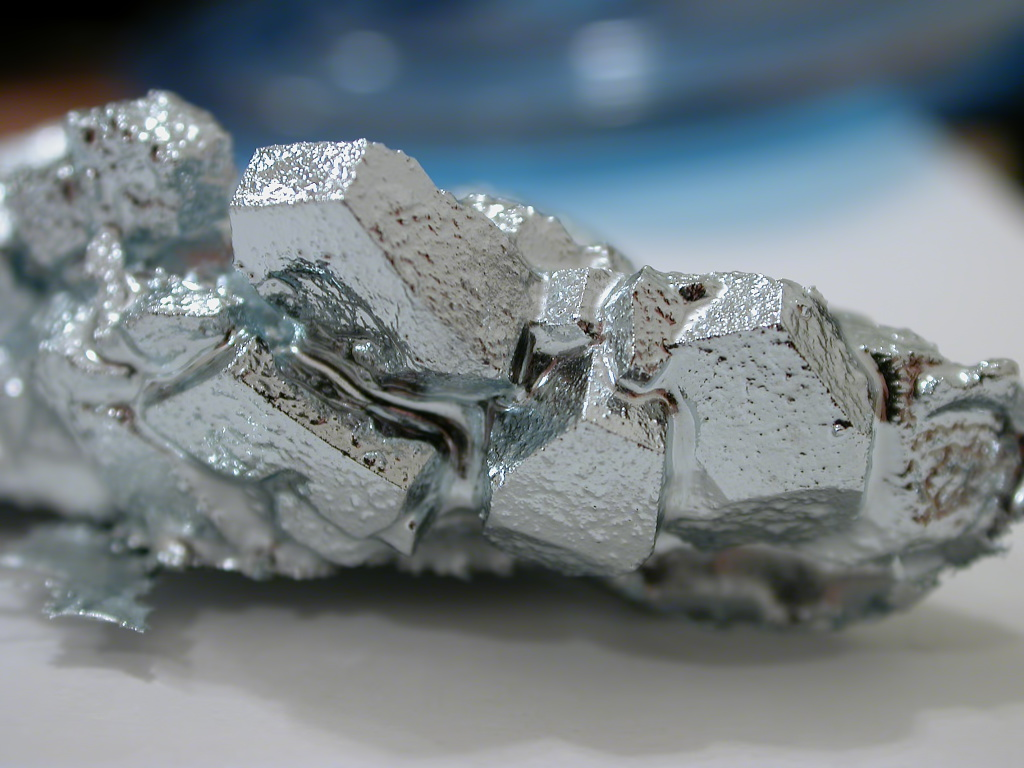
Cristallo di gallio

Buckminsterfullerene C60

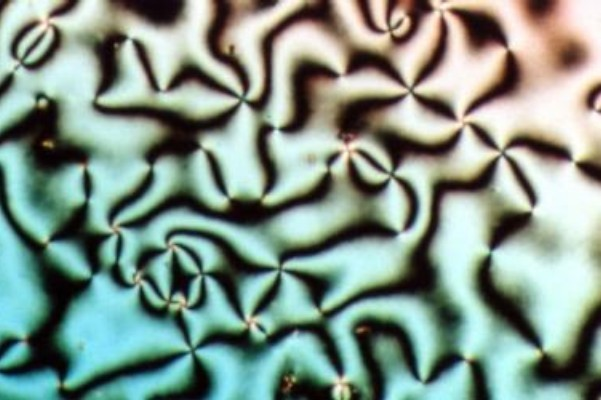
Cristalli liquidi

- - Tipi - Isolanti; Metalli; Semiconduttori; Semimetalli; Quasicristalli; Eterostrutture
  - Proprietà elettroniche - Banda proibita; Teorema di Bloch; Banda di conduzione; Massa efficace; Conduzione elettrica; Lacuna; Banda di valenza
  - Fenomeni elettronici - Effetto Kondo; Eccitoni; Plasmoni; Effetto Hall quantistico; Superconduzione; Cristallo di Wigner; Termoelettricità
  - Fenomeni reticolari - Antiferromagnetismo; Effetto ferroelettrico; Ferrimagnetismo; Ferromagnetismo; Magnoni; Fononi; Spin glass; Solitoni topologici
- Materia soffice
  - Tipi - Solido amorfo; Materia granulare; Cristalli liquidi; Polimeri; Materia attiva;
- Nanotecnologia
  - Sistemi nano-elettromeccanici (NEMS)
  - Magnetic resonance Force Microscopy
  - Trasporto di calore alle nanoscale
  - Trasporto di spin (Spintronica)